# Spar + Leihkasse Gürbetal

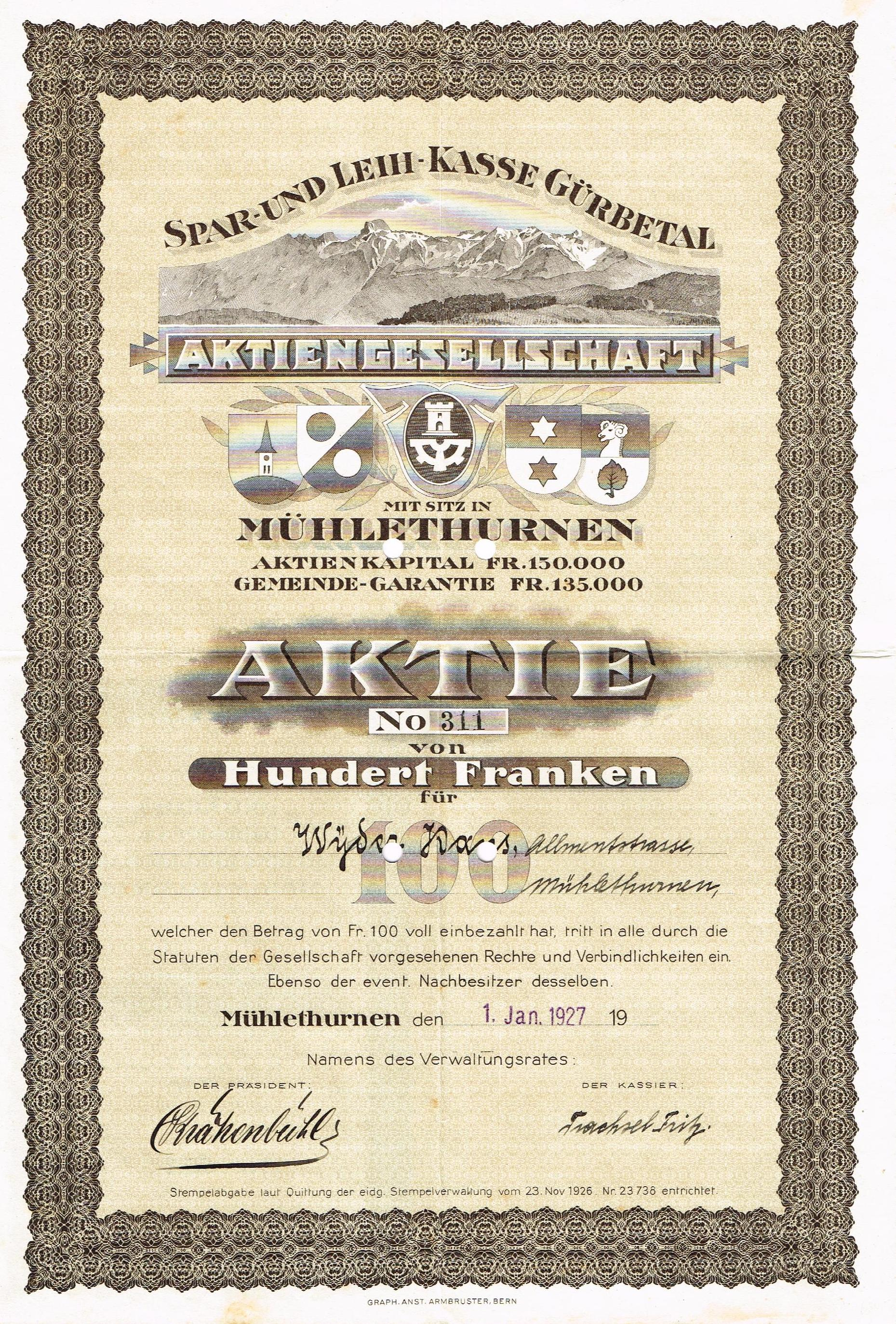
Aktie über 100 Franken der Spar- und Leih-Kasse Gürbetal AG vom 1. Januar 1927

Die Spar + Leihkasse Gürbetal AG ist eine im Gürbetal verankerte, 1926 gegründete Schweizer Regionalbank. Neben ihrem Hauptsitz in Mühlethurnen verfügt die Bank über eine Geschäftsstelle in Seftigen.
Ihr Tätigkeitsgebiet liegt im Retail Banking, im Hypothekargeschäft und im Bankgeschäft mit kleinen und mittleren Unternehmen. Die Bank beschäftigt 13 Mitarbeiter und hatte per Ende 2022 eine Bilanzsumme von 450 Millionen Schweizer Franken.